# Kolwezi
Kolwezi je glavni grad provincije Lualaba u Demokratskoj Republici Kongo. Nalazi se na krajnjem jugu zemlje, 50 km sjeverno od granice sa Zambijom i 150 km zapadno od Likasija. Prugom je povezan s Lubumbashijem. Šest kilometara južno od grada nalazi se zračna luka.
Kolwezi je važno rudarsko središte u kojem se, između ostalog, eksploatira bakar, kobalt i uranij.
Prema popisu iz 2004. godine, Kolwezi je imao 456.446 stanovnika, čime je bio 7. grad po brojnosti u državi.